# Oumy Ndour
Pour les articles homonymes, voir Ndour.
Oumy Ndour est une journaliste, et réalisatrice sénégalaise. C'est aussi une des créatrices du réseau Ladies Club, de solidarité entre femmes.

## Biographie
Elle est originaire de la ville de Thiès. En 1998, Oumy Ndour est diplômée de l'École de bibliothécaires, archivistes et documentalistes (EBAD) de l’université Cheikh Anta Diop. En 2002, dans la suite de son cursus comme étudiante, elle est diplômée du Centre d'études des sciences et techniques de l'information, option télévision, toujours au sein de la même université. 
Elle part ensuite travailler à Montréal, au Canada, au service de presse de Vues d'Afrique, les Journées du cinéma africain et créole. En parallèle de ce travail, elle poursuit des études et obtient en 2004 un autre diplôme en techniques vidéo au Conservatoire Lassalle. En 2007, elle réalise un premier documentaire, Njakhass (Patchwork), présenté dans plusieurs festivals et consacré, à travers la vie quotidienne d'une famille, au Baye Fallisme, un culte musulman dérivé du Mouridisme, un culte imprégné de la culture sénégalaise, et donnant également, comme le mouridisme, une grande importance au travail,,,.
En 2008, elle intègre au Sénégal la rédaction du journal télévisé de la Radiodiffusion télévision sénégalaise (RTS), un média public. Elle présente régulièrement les dernières nouvelles de la journée, et travaille au service Culture et société, réalisant des reportages sur la vie culturelle sénégalaise. Elle choisit d'apparaître à l'écran voilée, le visage non masqué, avec des vêtements volontairement élégants mais s'inscrivant dans une tradition,. Elle est membre du collectif Muslima, contre la stigmatisation des femmes voilées. À partir de 2010, elle prend en charge la chronique Cinéma dans une émission matinale de la RTS, Kenkelibaa. Elle participe également à des jurys de festivals de cinéma, comme le festival international du film de femmes de Salé en 2011, ou encore le festival du court métrage méditerranéen de Tanger en 2012, encompagnie notamment d'Isabelle Boni-Claverie et de Safinez Bousbia.
Ayant quitté RTS, elle fonde avec Mame Codou Dieng Cissé, en avril 2016, le réseau Ladies Club : « une plate-forme de discussion et de réseautage pour permettre aux femmes de parler des problématiques qui les touchent, et d’y trouver des solutions », avec des actions de solidarité pour les femmes ayant besoin d'aides : « On joue un rôle de veille, d’orientation, on envoie des demandes de financement ou de levées de fonds », explique-t-elle « on organise des rencontres mensuelles, des ateliers de formation à l’entrepreneuriat, on aide beaucoup de femmes à trouver un travail, un logement, des médicaments ». En 2018, ce réseau relaye également des témoignages de harcèlement sexuel ou de maltraitance, et soutient les femmes concernées. L'accès au réseau est réservé aux femmes,.